# كهف المياه النقية
كهف المياه النقية (الملايو: Gua Air Jernih ؛ بالإنجليزية: Clearwater Cave) نظام كهوف يقع في حديقة جبل مولو الوطنية في إقليم سراوق، ماليزيا. يُعد واحداً من أكبر أنظمة الكهوف المترابطة في العالم من حيث الحجم، وتاسع أطول كهوف في العالم حوالي 224 كم (139 ميل) ) (2020). يقع النظام بشكل أساسي تحت الحواف الغربية لجونونج أبي بين مضيق ميليناو وكهف الرياح.
كان أول استكشاف قام به علماء الكهوف خلال بعثة مولو سرواق  للجمعية الجغرافية الملكية 1977/78 عندما مسح 24 كم (15 ميل) من ممر الكهف. تبعها العديد من الرحلات الاستكشافية التي قام بها مشروع كهوف مولو من الطول المُستكشف وستستمر في القيام بذلك في المُستقبل المنظور.